# Sabine Feist
Sabine Feist (* 1985 in Köln) ist eine deutsche Christliche Archäologin.

## Leben
Von 2005 bis 2011 studierte sie Christliche Archäologie und Byzantinische Kunstgeschichte (HF), Klassische Archäologie (NF) und Alte Geschichte (NF) an den Universitäten Freiburg, Athen, Basel und Göttingen. Es folgte ab 2012 ein Promotionsstudium der Spätantiken und Byzantinischen Kunstgeschichte (HF) und der Klassischen Archäologie (NF) an der Universität München, das sie 2016 mit der Promotion bei Franz Alto Bauer abschloss. Von 2015 bis 2020 war sie Wissenschaftliche Mitarbeiterin am Seminar für Orientalische Archäologie und Kunstgeschichte an der Universität Halle. Von 2019 bis 2020 vertrat sie den Lehrstuhl für Spätantike und Byzantinische Kunstgeschichte an der Universität München. Seit 2020 ist sie W2-Professorin für Christliche Archäologie an der Universität Bonn.
Ihre Forschungsschwerpunkte sind Christentum als konstituierender Faktor spätantiker und frühmittelalterlicher Lebenswelten, spätantike und byzantinische Sakralarchitektur und Wissenschaftsgeschichte der Christlichen Archäologie.

## Schriften (Auswahl)
- Die byzantinische Sakralarchitektur der Dunklen Jahrhunderte. Reichert, Wiesbaden 2019, ISBN 978-3-95490-420-4 (Dissertation).
- (Hrsg.): Transforming Sacred Spaces: New Approaches to Byzantine Ecclesiastical Architecture from the Transitional Period. Reichert, Wiesbaden 2020, ISBN 978-3-95490-419-8.